# Charles Strachey (4e baron O'Hagan)
Charles Towneley Strachey, 4e baron O'Hagan, né le 6 septembre 1945 et mort le 23 mars 2025, est un homme politique britannique du parti conservateur.

## Jeunesse
O'Hagan est le filleul de la princesse Elizabeth, plus tard la reine Élisabeth II. Petit-fils de Maurice Towneley-O'Hagan (3e baron O'Hagan), il hérite du titre de famille à l'âge de 16 ans au décès de son grand-père en 1961, son père le major Thomas Anthony Edward Towneley Strachey s'étant suicidé en 1955. Il fait ses études au Collège d'Eton et au New College, à Oxford, et est page de la reine Elisabeth II entre 1959 et 1961. Parent des baronnets Strachey, il est l'arrière-arrière-petit-fils d'Edward Strachey (1er baron Strachie).

## Carrière politique
Lord O'Hagan prend son siège à la Chambre des lords le 5 décembre 1967 et prononce son premier discours alors qu'il est encore étudiant.
Il est nommé député européen indépendant en décembre 1972, prenant son siège le jour où la Grande-Bretagne devient membre de la CEE, le 1er janvier 1973. Entre 1973 et 1979, les députés britanniques ne sont pas élus, mais nommés par la Chambre des communes et la Chambre des Lords. Comme le parti travailliste est profondément divisé sur l'adhésion à la CEE, il refuse de nommer des membres au Parlement. En conséquence, O'Hagan fait partie d'un groupe d'indépendants et de libéraux nommés au lieu des nominations travaillistes.
Au cours de cette première période en tant que député européen, O'Hagan tente de présenter le premier projet de loi permettant au Parlement européen d'être élu directement au lieu d'être nommé. Le 1er mai 1974, il présente le projet de loi à la Chambre des Lords, mais il est rejeté.
Le référendum du 5 juin 1975 sur l'adhésion de la Grande-Bretagne à la CEE règle la question de la position de la Grande-Bretagne en Europe, et à partir de ce moment, le parti travailliste exige sa part de nominations au Parlement européen. O'Hagan perd ainsi son siège le 3 juillet 1975 après une décision conjointe des partis conservateur et travailliste de cesser de nommer des indépendants et des libéraux au Parlement européen. Il rejoint ensuite le parti conservateur et devient whip et porte-parole des conservateurs à la Chambre des Lords entre 1977 et 1979. Il est également impliqué dans la Primrose League avant sa dissolution, en tant que chancelier d'avril 1979 à avril 1981.
Lors des premières élections directes au Parlement européen en 1979, il est élu député européen du Devon comme conservateur, avec 61,8 % des voix et une majorité de 86 022 voix. Il est réélu en 1984, mais sa part des voix tombe à 54,7% et sa majorité à 56 620 voix. Lors des élections au Parlement européen de 1989, il est réélu, et bien que sa part des voix ait encore chuté à 46,4 %, et à 57 298 voix. Il reste député européen jusqu'à mars 1994. Il devait se présenter aux élections du Parlement européen de 1994, dans la circonscription nouvellement dessinée de Devon et East Plymouth, mais il démissionne trois mois avant les élections, pour des raisons familiales,. Dans d'autres sections de la presse, sa démission est attribuée à des problèmes de santé. Giles Chichester est choisi comme candidat conservateur à sa place, conservant de justesse le siège avec seulement 700 voix de majorité.
O'Hagan est généralement considéré comme pro-européen et est décrit par Jonathan Prynn du Times comme « coloré ». Vers la fin de son mandat, il souffre d'une mauvaise santé.
En 1999, à l'instar de la plupart des autres pairs héréditaires, il perd son droit de siéger à la Chambre des Lords, alors qu'il est en congé depuis l'année précédente, en raison d'une santé déclinante. Il ne se présente pas aux élections pour devenir l'un des 92 pairs héréditaires qui ont conservé leur siège.
Il fait la une des journaux en 2008, proposant de vendre certains de ses titres subsidiaires pour payer les factures médicales.

## Vie privée
Lord O'Hagan se marie trois fois - d'abord à la princesse géorgienne Tamar Bagration-Imeretinsky (1967-1984), ensuite à Mary Roose-Francis (1985-1995) et enfin à Elizabeth Smith (1995-présent). Il a deux filles – une de chacun de ses deux premiers mariages (Nino, née en 1968; et Antonia, née en 1986) – et son héritier présomptif est son frère cadet, Richard Towneley Strachey.
En 1975, il vend les papiers de plusieurs de ses ancêtres irlandais, dont ceux du 1er baron O'Hagan, au Public Record Office of Northern Ireland (PRONI).
En 1973, il hérite de Sutton Court (en) du XIVe siècle dans le Somerset, demeure ancestrale des Strachey depuis 1858 ; la maison lui est léguée après la mort d'Edward Strachey, 2e baron Strachie, qui n'a pas d'héritier. En 1987, O'Hagan le vend pour le convertir en appartements. Les tableaux de Sutton Court qui n'ont pas été vendues en 1987 sont vendues par O'Hagan en 1994 et 2007.